# おかしなおかしな トムとジェリー 大行進
『はつらつアニメ！ おかしなおかしな トムとジェリー 大行進!!』は1980年から1981年にかけて日本テレビの「木曜スペシャル」枠で放送。TBS版の日本語吹き替えと同様、日本テレビ版の日本語吹き替えにおける配給は、トランスグローバルである。
チャック・ジョーンズ版の『トムとジェリー』を放送し、その間に初期の『クマのバーニー』が挿入された。
オープニングはオリジナル版が使われ、途中で「はつらつアニメ!おかしなおかしなトムとジェリー大作戦!!」と表示されてナレーションが発声する。エンディングはテロップになっている。

## TBS版との違い
「お好みサンド」と「ジェリーの親友」はTBS版でのみ放送。「冬の夜ばなし」がリピートで放送された。

## 再放送
1980年から1981年にかけて日本テレビのレギュラー番組として、「トムとジェリー」という題名で放送した。その後も「トムとジェリー」として再放送されていた。TNCテレビ西日本では「NEW NEWトムとジェリー」のタイトルで放送されていた。

## 声の出演
- トム：高橋和枝
- ジェリー：太田淑子
- ナレーション：植木等
- ドルーピー：滝口順平/緒方賢一
- バーニー：不明/兼本新吾

## 放送リスト
- Puss 'N' Boats（水兵さんも楽じゃない、1966年）
- Purr-Chance to Dream（夢よもう一度、1967年）
- The Cat Above and The Mouse Below（オペラ騒動、1964年）
- The Mouse from H.U.N.G.E.R.（001/7 チーズに愛をこめて、1967年）
- Haunted Mouse（魔術師ネズミ、1965年）
- Shutter Bugged Cat（必殺ネズミ取り、1967年）
- The Cat's Me-Ouch（忠犬ブル公、1965年）
- Bad Day At Cat Rock（まるでツイてない日、1965年）
- O-Solar-Meow（トムとジェリーウォーズ、1966年）
- Tom-ic Energy（逃げろや逃げろ、1965年）
- Matinee Mouse（仲直りはしたものの、1966年）
- Guided Mouse-Ille（未来戦争、1966年）
- Cannery Rodent（ジョーズの追跡、1967年）
- Of Feline Bondage（ジェリーの仕返し、1965年）
- Jerry Go-Round（象さんはジェリーの味方、1966年）
- Duel Personality（果てしなき決闘、1966年）
- Snowbody Loves Me（冬の夜ばなし、1964年）
- Love Me, Love My Mouse（プレゼント騒動、1966年）
- Is There a Doctor in the Mouse?（ジェリー博士の超能力、1964年）
- The Unshrinkable Jerry Mouse（ジェリーと子猫、1964年）
- Rock 'N' Rodent（ロックンロール騒動、1967年）
- The Brothers Carry-Mouse-Off（とんだ災難、1965年）
- The A-Tom-Inable Snowman（銀世界の追跡、1966年）
- Filet Meow（カワイコ金魚ちゃん、1966年）
- Jerry, Jerry Quite Contrary（ジェリーの夢遊病、1966年）
- Cat and Dupli-Cat（サンタルチアの夜、1966年）
- I'm Just Wild about Jerry（油断大敵、1965年）
- Catty Cornered（1+1は敵の数、1966年）
- Surf-Bored Cat（サーフィンに挑戦、1967年）
- The Year of the Mouse（ジェリーのいたずら作戦、1965年）

## クマのバーニーの放送リスト
- WILD HONEY（バーニーの蜂蜜とり 1942年11月7日）
- THE BEAR AND THE HARE（バーニーのうさぎ狩り 1948年6月26日）
- BAH WILDERNESS（バーニーのキャンプ騒動 1943年2月13日）
- THE FLYING BEAR（バーニー戦闘機に挑戦 1941年11月1日）
- THE UNWELCOME GUEST（バーニーのさくらんぼ取り 1945年2月17日）
- THE BEAR AND THE BEAVERS（ビーバーの敵討ち 1942年3月28日）
- THE BEAR AND THE BEAN（バーニーの小包騒動 1948年1月31日）
- THE BEAR THAT COULDN'T SLEEP（バーニーの冬ごもり 1939年6月10日）
- THE PROSPECTING BEAR（バーニーの金鉱探し 1941年3月8日）
- BEAR RAID WARDEN（バーニーのはりきりガードマン 1944年9月9日）
- BARNEY BEAR'S POLAR PEST（バーニーと白熊坊や 1944年12月30日）
- BARNEY BEAR AND)THE UNINVITED PEST（バーニーとちゃっかりリス 1943年7月17日）
- THE FISHING BEAR（バーニーの鱒釣り 1940年1月20日）
- BARNEY BEAR'S VICTORY GARDEN（バーニーの家庭菜園 1942年12月26日）
- THE ROOKIE BEAR（バーニーのずっこけ兵隊 1941年5月17日）
- PAPA GETS THE BIRD（バーニーの小鳥騒動 1940年9月7日）

## 関連事項
- トムとジェリー
- クマのバーニー
- 木曜スペシャル